# Финский лаппхунд
Финский лаппху́нд, или финская лопа́рская лайка (фин. suomenlapinkoira), — порода собак, яркий представитель арктических шпицеобразных пастушьих собак. Предназначался для работы со стадом оленей, но способен и к охоте, а также к сторожевой службе. В наше время обычно используется как собака-компаньон, лаппхунды успешны в спорте, поисково-спасательной службе. В течение многих лет порода входит в десятку самых популярных пород Финляндии.

## История породы
Древнюю историю лопарских собак связывают с судьбой саамского народа, 10 тысяч лет назад населявшего территории Карелии и Ладоги. 5 тысяч лет назад появились одомашненные олени, которых использовали для перевозки грузов, в это время собаки охраняли имущество и помогали в охоте. С появлением в XVI веке оседлого оленеводства лопарские собаки стали использоваться для загона оленей в огороженные пастбища. Собаки, похожие на финских лаппхундов, нередко изображались на магических бубнах шаманов.
Начало систематического заводского разведения лопарских собак приходится на первые десятилетия XX века. Тогда их называли лапландскими шпицами, первый стандарт породы в 1945 году был утверждён с названием «лапландская овчарка». Современное наименование породе присвоено лишь в 1993 году. До сих пор в финскую племенную книгу заносятся собаки, чьи родители не были учтены как чистопородные лаппхунды, живущие и работающие в естественных условиях. Порода признана FCI в 1955 году.

## Внешний вид

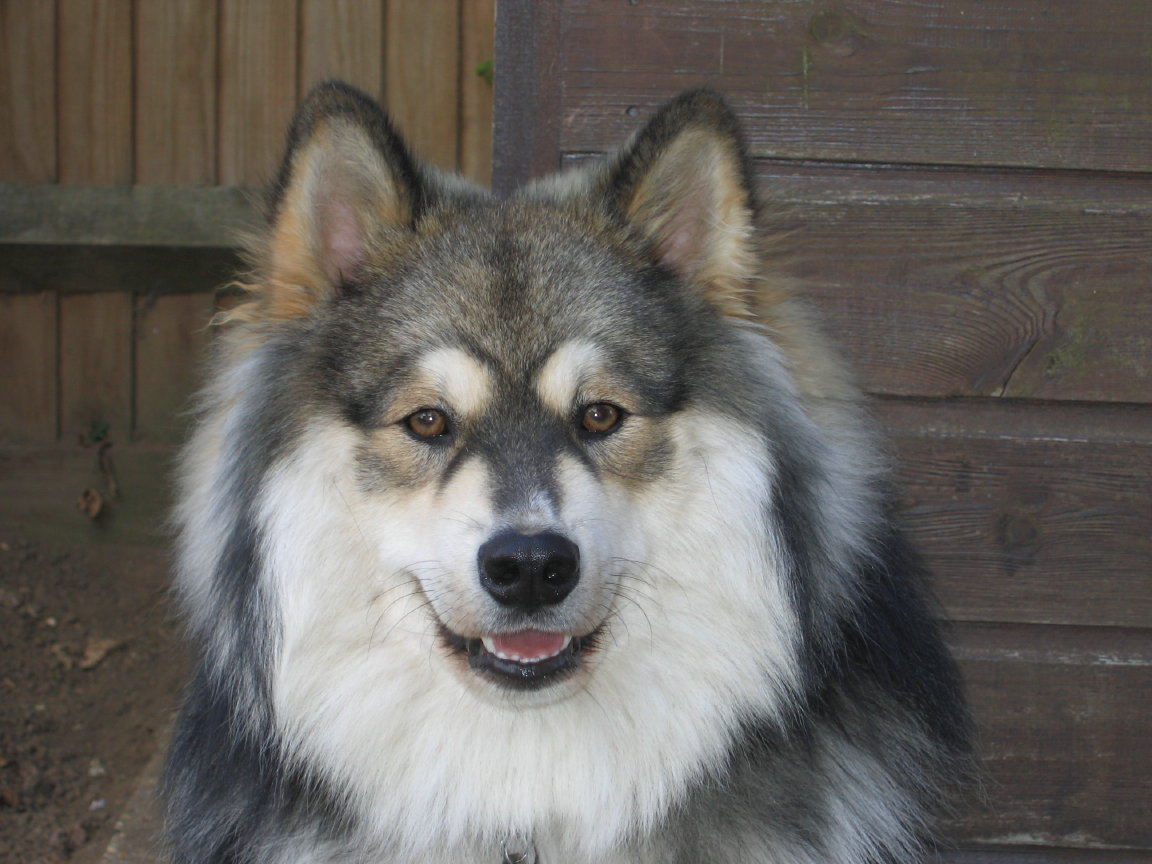

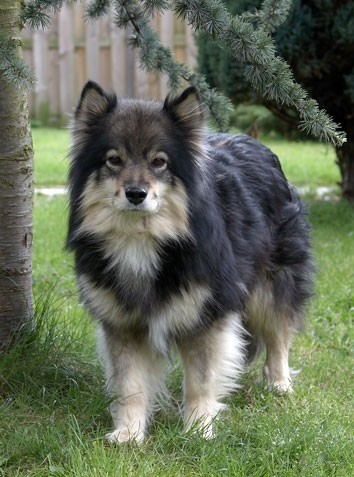

Финская лопарская лайка — крепкая собака чуть ниже среднего роста, с очень плотной, обильной и длинной шерстью, которая позволяет работать в условиях Арктики. Кобели украшены пышной гривой. Голова довольно широкая. Овальные глаза лаппхунда с дружелюбным выражением «плюшевого медвежонка» — визитная карточка породы. Треугольные уши среднего размера, стоячие или полустоячие, встречаются и разноухие собаки. Хвост в движении свёрнут в кольцо, в спокойном состоянии может быть опущен, иногда на конце хвоста есть крюк, характерный для пастушьих пород. Лапы овальные, покрыты плотной шерстью и хорошо приспособлены для передвижения по снегу. Стандарт допускает любые окрасы, но при этом основной цвет должен преобладать.

## Темперамент и использование
Финские лаппхунды — настоящие рабочие собаки, приспособленные к самой сложной и опасной работе. В этой собаке сочетаются два взаимоисключающих инстинкта — пастуший и охотничий. Работа с крупными и опасными животными требует от собаки силы, ловкости и смекалки, храбрость и сила воли — их незаменимые качества. Собаки легко обучаются, успешны в аджилити, обидиенс, фристайле.
Лаппхунды практически свободны от генетических заболеваний. Предпочитают жить на улице даже зимой, в квартирных условиях склонны к затяжной линьке и теряют эффектный вид.